# 金佛沟石窟
金佛沟石窟，位于宁夏回族自治区中卫市海原县李俊乡团结行政村牛家堡子自然村，是中华人民共和国宁夏回族自治区文物保护单位之一。
2010年12月6日，授予宁夏回族自治区文物保护单位，是一座石窟寺及石刻。